# Fotbalista století
Fotbalista století je anketa odborníků pořádaná týdeníkem Gól o nejlepšího českého fotbalistu 20. století. Vyhlášení výsledků proběhlo  26. prosince 2000 v rámci šestého ročníku turnaje veteránů v Edenu. 
O konečném pořadí rozhodlo třicet čtyři fotbalových osobností, šestnáct prvoligových trenérů a patnáct novinářů.

## Výsledky
| Pořadí | Fotbalista         | Počet bodů |
| ------ | ------------------ | ---------- |
| 1.     | Josef Masopust     | 591        |
| 2.     | Josef Bican        | 524        |
| 3.     | Ivo Viktor         | 370        |
| 4.     | František Plánička | 361        |
| 5.     | Pavel Nedvěd       | 251        |
| 6.     | Antonín Panenka    | 231        |
| 7.     | Ladislav Novák     | 145        |
| 8.     | Karol Dobiaš       | 127        |
| 9.     | Andrej Kvašňák     | 112        |
| 10.    | Zdeněk Nehoda      | 101        |